# Porphyrinia mozabitica
Porphyrinia mozabitica là một loài bướm đêm trong họ Noctuidae.